# Naturtagebuch
Das Naturtagebuch ist ein Angebot der BUNDjugend Baden-Württemberg, das sich an 8- bis 12-jährige Kinder richtet. Es besteht aus dem Naturtagebuch-Wettbewerb und dem viermal im Jahr erscheinenden Manfred Mistkäfer Mitmachmagazin. Beide Teile des Naturtagebuch-Angebots ergänzen sich, können aber auch unabhängig voneinander genutzt werden.

## Geschichte
Das Angebot Naturtagebuch wurde 1993 von der BUNDjugend Baden-Württemberg als Mitmachaktion für Kinder entwickelt. Seitdem wird es als Kombination von Naturtagebuch-Wettbewerb und Manfred Mistkäfer Mitmachmagazin kontinuierlich angeboten. In den Anfangsjahren wurde der Wettbewerb ausschließlich in Baden-Württemberg durchgeführt. Seit 1998 gibt es auch in verschiedenen anderen Bundesländern entsprechende Naturtagebuch-Landeswettbewerbe. Von 1997 bis 2016 gab es zusätzlich einen bundesweiten Naturtagebuch-Wettbewerb. Als Maskottchen fungiert von Beginn an die speziell für dieses Angebot entwickelte Comic-Figur Manfred Mistkäfer. Der als ebenso neugieriger wie begeisterter Naturforscher charakterisierte Mistkäfer begleitet die Kinder durch die Mitmachmagazine. In jedem Frühjahr ruft er Kinder dazu auf, ein Naturtagebuch zu gestalten und sich damit am Wettbewerb zu beteiligen.

## Naturtagebuch-Wettbewerb
Mit dem Naturtagebuch-Wettbewerb fordert die BUNDjugend Kinder auf, sich etwas Interessantes, beispielsweise ein Biotop, einen Baum, eine Wiese oder auch eine Tierart, in der Natur zu suchen, es während mehrerer Monate zu beobachten und ein Naturtagebuch zu diesem Thema zu gestalten. Bis zum 31. Oktober des jeweiligen Jahres an die entsprechende Wettbewerbsadresse eingesandte Naturtagebücher nehmen am Wettbewerb teil. Die BUNDjugend verfolgt mit dem Wettbewerb das Ziel, die Kinder zum genaueren Hinsehen und Beobachten der Natur zu motivieren, einen emotionalen Bezug zur Natur zu entwickeln und sie für die Natur zu begeistern. Längerfristiges Ziel dabei ist es, ihnen auf diesem Weg über das erworbene Wissen und über den emotionalen Bezug Gedanken des Natur- und Umweltschutzes näher zu bringen. Durch das Erkennen von Zusammenhängen in der Natur sollen Kinder dazu ermutigt werden, selber aktiv zu werden. Zitate aus den Naturtagebüchern vieler Kinder sprechen dafür, dass dies gelingt, z. B.: „Es hat mich gestört, dass am Uferrand so viel Müll herumliegt. Deshalb habe ich heute ein paar Müllsäcke mitgenommen und Müll gesammelt“ (Jonas); „Dürfen wir Menschen Pflanzen und Tieren den Lebensraum nehmen?“ (Jakob); „Nun musste ich doch tatsächlich feststellen, dass die Tomaten, die meine Mama gekauft hat, aus Marokko kommen. Marokko liegt in Afrika, also sehr weit weg. Dabei kann man Tomaten auch ganz einfach hier bei uns anbauen.“ (Loreen). Die Themen Biodiversität, Artenkenntnis und Nachhaltigkeit sind wesentlicher Bestandteil des Naturtagebuchs.
Unabhängig vom Jahresthema des Mitmachmagazins dürfen die eingesandten Tagebücher sich mit allen Aspekten der heimischen Natur beschäftigen. Den Initiator*innen kommt es dabei vor allem auf eigene Interessen, die Neugier der Kinder und Kreativität an. Auch hinsichtlich der Ausdrucksformen wie Schreiben, Dichten, Malen, Fotografieren oder Sammeln setzen sie den Kindern keine Grenzen. Teil eines Naturtagebuchs können können beispielsweise auch Collagen, Fotodokumentationen, Filme, Theaterstücke, Modelle oder Schatzkisten sein. Damit entspricht das Naturtagebuch bereits seit seinen Anfängen im Jahr 1993 der Idee und den Methoden des Nature Journaling, wobei beim Naturtagebuch der Aspekt des Natur- und Umweltschutzes eine wesentliche Rolle spielt.
Mit dem Naturtagebuch-Wettbewerb richtet sich die BUNDjugend gleichermaßen an Einzelteilnehmer*innen wie an Gruppen von Kindern – beispielsweise Klassen oder Kindergruppen. Die Kinder können während des Jahres ein gemeinsames oder auch jeweils ein individuelles Naturtagebuch gestalten und damit am Wettbewerb teilnehmen. In Baden-Württemberg und auch in einigen anderen Bundesländern finden für die Gewinner*innen jährlich Preisverleihungen mit einem entsprechenden Rahmenprogramm statt. Andre Baumann, Staatssekretär im baden-württembergischen Umweltministerium, betonte hierzu anlässlich der Preisverleihung 2023: „Mit dem Naturtagebuch kitzelt die BUNDjugend seit 30 Jahren den Forscherdrang der Kinder heraus – mit Erfolg, wenn man bedenkt, dass Jahr für Jahr mehrere hundert Kinder aus Baden-Württemberg mit ihren Naturerlebnissen in Wettstreit treten. Ich bin sicher, die Erfahrungen und Kenntnisse begleiten die Kinder ihr Leben lang.“ Zum gleichen Anlass unterstrich EWS-Vorstand Sebastian Sladek die gesamtgesellschaftliche Bedeutung des Wettbewerbs: „Gerade in einem Jahr, das von so vielen Krisen gleichzeitig geprägt wurde, macht es mir viel Mut und Hoffnung, die Naturbegeisterung der Kinder zu erleben.“ Sylvia Pilarsky-Grosch, Landesvorsitzende des BUND Baden-Württemberg, fügte hinzu: „Ich freue mich sehr, dass wir heute schon das 30-jährige Jubiläum des Naturtagebuch-Wettbewerbs der BUNDjugend Baden-Württemberg feiern dürfen! Tausende kleine und inzwischen auch große Menschen sind seit 1993 mit ihrem Naturtagebuch ganz tief in ihre Umwelt eingetaucht. Ich bin der BUNDjugend sehr dankbar, dass sie das Jahr für Jahr ermöglicht. Der Naturtagebuch-Wettbewerb ist für uns beim BUND nicht mehr wegzudenken und er spornt uns jedes Jahr aufs Neue an, in unseren Forderungen nicht nachzulassen.“ Die langjährige Leiterin des Naturtagebuchs, Ladi Oblak, betonte: „Schon beim ersten Durchblättern der Tagebücher können wir jedes Jahr sehen, wie schnell aus dem Entdeckungsdrang der Kinder eine große Faszination für ‚ihr‘ Forschungsobjekt entsteht. Das bestätigen uns auch immer wieder Zuschriften von aktuellen und ehemaligen Teilnehmer*innen des Wettbewerbs: Diejenigen, die als Kind ein Naturtagebuch geführt und voller Stolz bei der BUNDjugend eingereicht haben, schließen die Natur ins Herz und setzen sich auch als Erwachsene für sie ein.“

## Manfred Mistkäfer Mitmachmagazin
Als Instrument der Umweltbildung erscheint das Manfred Mistkäfer Mitmachmagazin, ein Naturmagazin für Kinder, bundesweit mit vier Ausgaben pro Jahr begleitend zum Wettbewerb und kann unabhängig von der Teilnahme am Naturtagebuch-Wettbewerb abonniert werden. Ziel der BUNDjugend Baden-Württemberg als Herausgeberin ist es, die Leserinnen und Leser zum bewussten Naturerleben, zum Beobachten und zu Natur- und Umweltschutzaktionen anzuregen. Nicht zuletzt soll das Magazin den Wettbewerbs-Teilnehmer*innen Anregungen für ihre Naturtagebücher geben und sie zum Fortführen des Tagebuchs motivieren. Neben Informationen zu Natur- und Umweltschutzthemen enthalten die 24 Seiten des Magazins Steckbriefe von Tieren und Pflanzen, Rezepte, Basteltipps, Spielideen, Märchen und Rätsel. Seit 1995 haben die Magazine jedes Jahrgangs ein eigenes Jahresthema, das in verschiedenen Beiträgen aufgegriffen wird.
| Jahrgang | Thema                                             |
| -------- | ------------------------------------------------- |
| 1995     | Bäume                                             |
| 1996     | Blühende Pflanzen im Jahreslauf                   |
| 1997     | Hecken                                            |
| 1998     | Bewegung                                          |
| 1999     | Garten                                            |
| 2000     | Zusammenleben                                     |
| 2001     | Wasser                                            |
| 2002     | Tierkinder                                        |
| 2003     | Überlebenskünstler                                |
| 2004     | Farben                                            |
| 2005     | Jahreszeiten                                      |
| 2006     | Tierwohnungen                                     |
| 2007     | Spuren                                            |
| 2008     | Tag und Nacht                                     |
| 2009     | Schmetterlinge                                    |
| 2010     | Streuobstwiesen – Der Apfelbaum und seine Freunde |
| 2011     | Tierfamilien                                      |
| 2012     | Wilde Stadtnatur                                  |
| 2013     | Mampf! Wie Lebewesen sich ernähren                |
| 2014     | Luft                                              |
| 2015     | Wildblumen                                        |
| 2016     | Boden                                             |
| 2017     | Kommen und Gehen – Kreisläufe in der Natur        |
| 2018     | Unbedingt schützenswert!!!                        |
| 2019     | Insekten – klein aber oho!                        |
| 2020     | Gewässer – von der Quelle bis zum Meer            |
| 2021     | Vögel                                             |
| 2022     | Manfred Mistkäfers Lieblingsbaum – die Eiche      |
| 2023     | Wow!!! – Gegensätze in der Natur                  |
| 2024     | Leben im Verborgenen – Verstecke und Höhlen       |
| 2025     | Wunderbare Welt der Pflanzen                      |

Der jedem Mitmachmagazin beiliegende 8-seitige Ideenmarkt wendet sich an Erwachsene wie Eltern, Lehrer*innen und Betreuer*innen und soll ihnen Hintergrundinformationen zu den Themen des Kindermagazins, Medienempfehlungen sowie Ideen zum Basteln, Spielen und Naturerleben mit den Kindern bieten.

## Auszeichnungen
Das Naturtagebuch wurde beim UN-Dekade-Projektwettbewerb sowohl 2014 als auch 2015 von einer Fachjury als Modell-Projekt der UN-Dekade „Biologische Vielfalt“ ausgezeichnet. Zudem hat die UNESCO den Naturtagebuch Landeswettbewerb Baden-Württemberg und das Manfred Mistkäfer Magazin 2008/2009 und 2010/2011 als offizielles Projekt der „Dekade der Bildung für nachhaltige Entwicklung“ ausgezeichnet.

## Förderer
Das Naturtagebuch Manfred Mistkäfer Magazin wird aus Mitteln der Stiftung Naturschutzfonds Baden-Württemberg gefördert und vom ökologischen Energieversorger EWS (ElektrizitätsWerke Schönau) unterstützt.